# Donji Smrtići
Donji Smrtići (en serbe cyrillique : Доњи Смртићи) est un village de Bosnie-Herzégovine. Il est situé dans la municipalité de Prnjavor et dans la république serbe de Bosnie. Selon les premiers résultats du recensement bosnien de 2013, il compte 391 habitants.

## Démographie

### Évolution historique de la population dans la localité
| 1948 | 1953 | 1961 | 1971 | 1981 | 1991 | 2013 |
| ---- | ---- | ---- | ---- | ---- | ---- | ---- |
| -    | -    | 561  | 604  | 646  | 672  | 391  |

|  |

### Communauté locale
En 1991, Donji Smrtići faisait partie de la communauté locale de Smrtići qui comptait 2 204 habitants, répartis de la manière suivante :